# GNAT1
GNAT1‏ (G protein subunit alpha transducin 1) هوَ بروتين يُشَفر بواسطة جين GNAT1 في الإنسان.